# 糸満市議会
糸満市議会（いとまんしぎかい）は、沖縄県糸満市に設置されている地方議会である。

## 概要
- 定数：21人
- 任期：2021年12月3日 - 2025年12月2日[1]
- 議長：金城寛(兼城クラブ)
- 副議長：新垣安彦(公明党)

## 運営

### 会期
糸満市議会の定例会は、毎年3月、6月、9月及び12月に召集され、他に臨時会も開催される。

## 会派
| 会派名           | 議席数 | 政党       | 女性議員数 | 女性議員の割合(％) |
| ---------------- | ------ | ---------- | ---------- | ------------------ |
| 結びの会         | 3      | 無所属     | 0          | 0                  |
| 兼城クラブ       | 3      | 無所属     | 1          | 33.33              |
| 市翔クラブ       | 2      | 無所属     | 0          | 0                  |
| 未来糸満         | 2      | 無所属     | 0          | 0                  |
| 糸保改           | 2      | 無所属     | 0          | 0                  |
| まっすぐ市民の会 | 2      | 無所属     | 1          | 50                 |
| 良保会           | 2      | 無所属     | 0          | 0                  |
| 公明党           | 2      | 公明党     | 0          | 0                  |
| 日本共産党       | 2      | 日本共産党 | 0          | 0                  |
| 無会派           | 1      | 立憲民主党 | 1          | 100                |
| 計               | 21     |            | 3          | 14.29              |

（2023年10月20日現在）
与党は兼城クラブ、市翔クラブ、未来糸満、日本共産党、まっすぐ市民の会の1人、無会派の計4会派11人。
中立系は糸保改、良保会、結びの会の2人、公明党、まっすぐ市民の会の1人の計5会派9人。
野党は結びの会の1人。